# José García Ladrón de Guevara
José García Ladrón de Guevara  (Granada, 5 de diciembre de 1929-Motril, 3 de marzo de 2019) fue un escritor español miembro destacado del grupo literario granadino Versos al aire libre, fundado al comienzo de la década de los cincuenta, y cofundador de la también granadina colección Veleta al Sur. Además, José G. Ladrón de Guevara, nombre literario con el que firmaba sus obras, fue miembro de la Academia de Buenas Letras de Granada y Medalla de Oro al Mérito por la ciudad de Granada en 2006 concedida por el Ayuntamiento de Granada, entre otras distinciones.

## Vida y obra
Hijo de Horacio García, abogado y secretario de ayuntamiento, y de su esposa Josefa Ladrón de Guevara, quedó huérfano en 1938 al haber sido su padre fusilado por los franquistas en la ciudad de Granada. Este hecho marcará su vida y la de su familia. Hubo de trabajar desde muy joven y formarse a sí mismo en la escuela de la vida y los libros. Desde muy joven se inclinó por la poesía y en 1953 funda con otros poetas granadinos —Rafael Guillén, José Carlos Gallardo, Julio Alfredo Egea, entre otros— el grupo Versos al aire libre, cuya importancia radica en que trata de hacer resurgir la poesía en la oscura Granada de posguerra huérfana de su poeta Federico García Lorca, también asesinado por los insurgentes fascistas en agosto de 1936. Junto con Rafael Guillén creará la colección Veleta al Sur. Desde entonces no dejó de participar en la vida cultural, social y política de Granada a través de la poesía y de su labor como articulista de opinión. 
En 1959 publicó su primer libro, Tránsito al mar y otros poemas, y en 1964 Mi corazón y el mar. El resto de su obra irá desplegándose en poemarios como los titulados Solo de hombre (1975), Romancero por la muerte del Che Guevara (1976), Cancionero/Sur (1982), El corazón en la mano (1992), 'Fuego graneado (2002) y Poemas inéditos traspapelados (2005). Se trata de una poesía tanto de preocupación humana como social resuelta por la vía ya de la gravedad, ya de la ironía o la sátira, con ecos populares y cultos.
Como ensayista y articulista, sobresalen sus libros Informe deforme sobre la malafollá granaína a través de los tiempos, de 1990, que ha conocido numerosas ediciones; Fantasmas de Granada, de 2004; y La columnata del Búho, de 2008, donde se recoge una pequeña selección de artículos publicados en su sección así titulada en el diario Ideal de Granada.
Como político, fue senador por Granada entre marzo de 1979 y septiembre de 1989, proveniente del Partido Socialista Popular de Enrique Tierno Galván, luego integrado en el PSOE.
Falleció el 3 de marzo de 2019 a los 89 años de edad.

## Obra
- Tránsito al mar y otros poemas, Granada, Veleta al Sur, 1959.
- Mi corazón y el mar, Granada, Veleta al Sur, 1964.
- Solo de hombre, Granada, Universidad de Granada, 1975.
- Romancero de la muerte del Che Guevara, Vélez-Málaga, Publicaciones Arte y Cultura, 1976.
- Cancionero/Sur, Granada, Don Quijote, 1982.
- El corazón en la mano, Granada, 1992.
- A tus manos me entrego, Salobreña, Alhulia, 2002.
- Fuego graneado, Salobreña, Alhulia, 2002.
- Fantasmas de Granada, Granada, Academia de Buenas Letras de Granada, 2004.
- La malafollá granaína, Córdoba, Almuzara, 2005 (última edición a partir de la de 1990).
- Poemas inéditos traspapelados, Granada, Academia de Buenas Letras de Granada, 2005.
- La columnata del Búho, Salobreña, Alhulia, 2008.

## Ediciones póstumas
- Espacio interior (Poemas para Concha Girón) (Edición e introducción de Antonio Chicharro), Salobreña, Alhulia, 2019.
- Isla de la soledad (Poesía inédita) (Selección, edición e introducción de Antonio Chicharro), Salobreña, Alhulia, 2019, col. Mirto Academia.